# Józef (Pietrowych)
Józef, imię świeckie Iwan Siemionowicz Pietrowych (ur. 3 grudnia?/15 grudnia 1872 w Ustiużnie, zm. 20 listopada 1937 pod Czymkentem) – rosyjski biskup prawosławny. W latach 1926–1927 metropolita lenigradzki. Lider ruchu josifian, najbardziej radykalnego skrzydła nie wspominających, krytyków działalności Synodu Rosyjskiego Kościoła Prawosławnego pod kierownictwem metropolity Sergiusza (Stragorodskiego).

## Życiorys

### Działalność przed rewolucją październikową
Ukończył seminarium duchowne w Nowogrodzie, zaś w latach 1895–1899 studiował w Moskiewskiej Akademii Duchownej. Po uzyskaniu dyplomu został stypendystą profesorskim i w 1900 został zatrudniony jako wykładowca w katedrze historii biblijnej. 26 sierpnia 1901 złożył wieczyste śluby mnisze przed rektorem akademii, biskupem Arseniuszem (Stadnickim). 30 września tego samego roku został wyświęcony na hierodiakona, zaś 14 października – na hieromnicha. W lutym 1903 uzyskał tytuł naukowy magistra nauk teologicznych. W tym samym roku został inspektorem Moskiewskiej Akademii Duchownej z tytułem profesora nadzwyczajnego. W roku następnym nadano mu godność archimandryty. W czerwcu 1906 został przełożonym monasteru św. Onufrego w Jabłecznej, którą to funkcję sprawował przez rok. W 1907 przeniesiono go do monasteru św. Jerzego w Nowogrodzie, gdzie również był przełożonym wspólnoty. 
15 marca 1909 miała miejsce jego chirotonia biskupia; został wówczas biskupem uglickim, wikariuszem eparchii jarosławskiej i rostowskiej. Ceremonia odbyła się w Ławrze św. Aleksandra Newskiego w Petersburgu, z udziałem konsekratorów: metropolity petersburskiego Antoniego, metropolity moskiewskiego Włodzimierza oraz metropolity kijowskiego Flawiana. Duchowny nie posiadał predyspozycji do pracy administracyjnej, wymaganej od przełożonego monasteru lub biskupa; zdecydowanie preferował życie zwykłego mnicha oparte na modlitwie, miał trudności w komunikacji z wiernymi i współpracownikami. Ponadto jeszcze w czasie sprawowania godności biskupa uglickiego ciężko zachorował. W latach 1920–1921 pozostawał wikariuszem tej samej eparchii z tytułem biskupa rostowskiego. 
Po wybuchu rewolucji październikowej i rozwoju ruchu Żywej Cerkwi na terytorium eparchii jarosłowskiej i rostowskiej arcybiskup Józef nie opowiedział się ani po stronie odnowicieli, ani kanonicznej Cerkwi, zamykając się w monasterze św. Aleksego w Ugliczu i nie uczestnicząc w życiu publicznym. Mimo tego zyskał zaufanie locum tenens Patriarchatu Moskiewskiego, metropolity Piotra (Polańskiego), który w grudniu 1925 wskazał go jako jednego z kandydatów do objęcia funkcji locum tenens w razie swojego aresztowania przez bolszewików. W roku następnym arcybiskup Józef został wyznaczony na metropolitę leningradzkiego. 

### Metropolita leningradzki
Duchowny przybył na katedrę leningradzką w sierpniu 1926. Jego przyjazd spotkał się z entuzjastycznym przyjęciem prawosławnych wiernych w mieście. Jednak już ostatniego dnia tego samego miesiąca duchowny udał się ponownie do Rostowa, by pożegnać się z wiernymi poprzedniej eparchii. Ponieważ władze radzieckie we wrześniu tego samego roku zabroniły mu powrotu do Leningradu, metropolita Józef zarządzał eparchią przez pośredników - wyznaczonych biskupów pomocniczych, którzy mogli go odwiedzać w Rostowie. Po upływie roku Synod Rosyjskiego Kościoła Prawosławnego uznał tę sytuację za nienormalną i przeniósł metropolitę Józefa na katedrę odeską. List z informacją o tej decyzji dotarł do hierarchy za późno i dowiedział się on o niej z trzeciej ręki, co wywołało u niego ogromne rozgoryczenie i skłoniło nie tylko do protestów przeciwko przeniesieniu, ale i do poważniejszego wystąpienia przeciwko zastępcy locum tenens Patriarchatu Moskiewskiego metropolicie Sergiuszowi (Stragorodskiemu). Józef (Pietrowych) zarzucił Sergiuszowi uzurpację kompetencji locum tenens Patriarchatu, która miała w jego ocenie wykluczyć go z Kościoła i uczynić sprawowane przez niego sakramenty nieważnymi. Oskarżył go również o dopuszczenie do Synodu Kościoła agentów radzieckich służb specjalnych i dawnych uczestników ruchu odnowicielskiego, jak również o dążenie do pełnego podporządkowania Cerkwi ateistycznemu państwu, wreszcie o bezprawne przenoszenie hierarchów z katedry na katedrę. Z krytyką wydanej przez Sergiusza deklaracji lojalności wobec państwa radzieckiego wystąpił dopiero po swoim przeniesieniu na katedrę odeską, chociaż znał już ją wcześniej.

### Wystąpienie z Rosyjskiego Kościoła Prawosławnego
Początkowo metropolita Józef, nadal tytułujący się „metropolitą leningradzkim” (mimo objęcia tej katedry przez wskazanego przez kierownictwo Cerkwi metropolitę Serafina (Cziczagowa)), nie zrywał całkowicie łączności kanonicznej z metropolitą Sergiuszem. Prowadził z nim jednak korespondencję, której ogólny ton nie dawał szans na pokojowe zakończenie konfliktu. Ostatecznie 24 stycznia 1928 ostatecznie wypowiedział Sergiuszowi posłuszeństwo, zapoczątkowując tym samym stronnictwo określone mianem josifian. W ocenie Pospiełowskiego był to ruch jednoznacznie schizmatycki, głoszący poglądy heretyckie (odmawianie ważności sakramentów sprawowanych przez Sergiusza z powodu jego relacji z władzą świecką). W związku z wystąpieniem Józefa w marcu 1928 został on pozbawiony katedry i suspendowany, czemu nie podporządkował się ani on, ani jego zwolennicy. Stanowisko metropolity Józefa, według jego samego, zyskało poparcie 26 pozostających na wolności hierarchów Cerkwi rosyjskiej oraz 60 innych znajdujących się w łagrach. W ocenie Dymitra Pospiełowskiego „josifianami” było w 1930 35% całej hierarchii Rosyjskiego Kościoła Prawosławnego (po odjęciu innych krytyków polityki metropolity Sergiusza – grigoriewców). Trudniejsze jest oszacowanie poparcia dlań wśród niższego duchowieństwa i wiernych, chociaż wiadomo, iż w pierwszych latach po ogłoszeniu deklaracji metropolity Sergiusza istniały eparchie, w których 90% czynnych placówek duszpasterskich ustosunkowało się do niej negatywnie. Józef zyskał również zdecydowane poparcie w eparchii leningradzkiej. Natomiast w 1929 jednym z liderów josifiaństwa został biskup woroneski Aleksy (Buj), za sprawą którego stanowisko Józefa poparła cała eparchia woroneska, znaczna część tambowskiej i kurskiej. 
Od lutego 1928 Józef (Pietrowych) przebywał w monasterze św. Mikołaja w Modeńsku. W 1929 został aresztowany przez NKWD, podobnie jak większość jego zwolenników. W 1931 wywieziony na zesłanie do Kazachstanu, został osadzony we wsi Leninskoje. Duchowny w tajemnicy odprawiał nabożeństwa, podróżował do Ałma-Aty, by służyć tam w świątyniach katakumbowych i stał się opiekunem duchowym podziemnej żeńskiej wspólnoty mniszej kierowanej przez ihumenię Ewę (Pawłową). 
W 1937, na fali masowych prześladowań prawosławnego duchowieństwa w ZSRR, został ponownie aresztowany, oskarżony o prowadzenie działalności kontrrewolucyjnej, po czym skazany na śmierć i rozstrzelany pod Czymkentem razem z metropolitą Cyrylem (Smirnowem), arcybiskupem Eugeniuszem (Kobranowem). W momencie śmierci nie należał do kanonicznego Rosyjskiego Kościoła Prawosławnego. 
W 1981 Rosyjski Kościół Prawosławny poza granicami Rosji uznał go za świętego nowomęczennika.